# Střevač
Střevač település Csehországban, a Jičíni járásban. Střevač Chyjice, Ohařice, Markvartice, Bukvice, Ostružno és Bystřice településekkel határos. Lakosainak száma 281 fő (2024. január 1.).

## Népesség
A település lakosságának változását az alábbi diagram mutatja:
| Lakosok száma | 946  | 947  | 778  | 540  | 309  | 287  | 280  | 282  | 280  | 281  |
|               | 1869 | 1890 | 1921 | 1950 | 1980 | 2001 | 2017 | 2019 | 2022 | 2024 |